# Long Week-end (roman)
Pour les articles homonymes, voir Long Weekend.
Long Week-end (titre original : Labor Day) est un roman de Joyce Maynard publié en 2009.

## Adaptation au cinéma
Ce roman a été adapté au cinéma par Jason Reitman sous le titre Last Days of Summer (2013).